# Уессан
Уесса́н (фр. Ouessant) — муніципалітет і острів у Франції, у регіоні Бретань, департамент Фіністер. Населення — 838 осіб (01.01.2021).
Муніципалітет розташований на відстані близько 550 км на захід від Парижа, 260 км на захід від Ренна, 95 км на північний захід від Кемпера.

## Клімат
Острів знаходиться у зоні, котра характеризується морським кліматом. Найтепліший місяць — серпень із середньою температурою 16.1 °C (61 °F). Найхолодніший місяць — лютий, із середньою температурою 8.3 °С (47 °F).
| Клімат Уессана          | Клімат Уессана | Клімат Уессана | Клімат Уессана | Клімат Уессана | Клімат Уессана | Клімат Уессана | Клімат Уессана | Клімат Уессана | Клімат Уессана | Клімат Уессана | Клімат Уессана | Клімат Уессана | Клімат Уессана |
| Показник                | Січ.           | Лют.           | Бер.           | Квіт.          | Трав.          | Черв.          | Лип.           | Серп.          | Вер.           | Жовт.          | Лист.          | Груд.          | Рік            |
| Абсолютний максимум, °C | 20             | 21             | 18             | 19             | 22             | 26             | 27             | 29             | 26             | 22             | 22             | 19             | 29             |
| Середній максимум, °C   | 10             | 9              | 10             | 11             | 13             | 15             | 17             | 17             | 16             | 14             | 12             | 10             | 13             |
| Середня температура, °C | 8              | 8              | 8              | 9              | 12             | 13             | 15             | 16             | 15             | 13             | 11             | 10             | 11             |
| Середній мінімум, °C    | 7              | 6              | 7              | 8              | 10             | 12             | 13             | 14             | 13             | 12             | 10             | 8              | 10             |
| Абсолютний мінімум, °C  | −6             | −3             | 0              | 0              | 0              | 8              | 8              | 11             | 7              | 6              | 0              | 0              | −6             |
| Днів з опадами          | 20             | 17             | 19             | 14             | 14             | 11             | 11             | 13             | 14             | 17             | 18             | 20             | 188            |
| Днів з дощем            | 20             | 16             | 19             | 14             | 14             | 11             | 11             | 13             | 14             | 17             | 18             | 20             | 187            |
| Днів зі снігом          | 1              | 1              | 0              | 0              | 0              | 0              | 0              | 0              | 0              | 0              | 0              | 0              | 2              |
| ----------------------- | -------------- | -------------- | -------------- | -------------- | -------------- | -------------- | -------------- | -------------- | -------------- | -------------- | -------------- | -------------- | -------------- |
| Джерело: Weatherbase    |                |                |                |                |                |                |                |                |                |                |                |                |                |

## Демографія
Динаміка населення (Cassini і  INSEE  ):
Розподіл населення за віком та статтю (2006):
| Стать | Всього | До 15 років | 15-24 | 25-44 | 45-64 | 65-85 | Понад 85 |
| --- | ------ | ----------- | ----- | ----- | ----- | ----- | -------- |
| Чоловіки | 404    | 52          | 12    | 100   | 128   | 92    | 20       |
| Жінки | 452    | 60          | 20    | 84    | 104   | 160   | 24       |
| \| Статево-вікова піраміда \| Статево-вікова піраміда \| Статево-вікова піраміда \| \| ----------------------- \| ----------------------- \| ----------------------- \| \| Чоловіки \| Вік \| Жінки \| \| 20 \| 85 + \| 24 \| \| 16 \| 80-84 \| 56 \| \| 16 \| 75-79 \| 20 \| \| 20 \| 70-74 \| 56 \| \| 40 \| 65-69 \| 28 \| \| 44 \| 60-64 \| 24 \| \| 36 \| 55-59 \| 28 \| \| 32 \| 50-54 \| 28 \| \| 16 \| 45-49 \| 24 \| \| 40 \| 40-44 \| 36 \| \| 28 \| 35-39 \| 20 \| \| 16 \| 30-34 \| 12 \| \| 16 \| 25-29 \| 16 \| \| 4 \| 20-24 \| 16 \| \| 8 \| 15-20 \| 4 \| \| 12 \| 10-14 \| 32 \| \| 28 \| 5-9 \| 12 \| \| 12 \| 0-4 \| 16 \| |        |             |       |       |       |       |          |
| Статево-вікова піраміда |        |             |       |       |       |       |          |
| Чоловіки | Вік    | Жінки       |       |       |       |       |          |
| 20 | 85 +   | 24          |       |       |       |       |          |
| 16 | 80-84  | 56          |       |       |       |       |          |
| 16 | 75-79  | 20          |       |       |       |       |          |
| 20 | 70-74  | 56          |       |       |       |       |          |
| 40 | 65-69  | 28          |       |       |       |       |          |
| 44 | 60-64  | 24          |       |       |       |       |          |
| 36 | 55-59  | 28          |       |       |       |       |          |
| 32 | 50-54  | 28          |       |       |       |       |          |
| 16 | 45-49  | 24          |       |       |       |       |          |
| 40 | 40-44  | 36          |       |       |       |       |          |
| 28 | 35-39  | 20          |       |       |       |       |          |
| 16 | 30-34  | 12          |       |       |       |       |          |
| 16 | 25-29  | 16          |       |       |       |       |          |
| 4 | 20-24  | 16          |       |       |       |       |          |
| 8 | 15-20  | 4           |       |       |       |       |          |
| 12 | 10-14  | 32          |       |       |       |       |          |
| 28 | 5-9    | 12          |       |       |       |       |          |
| 12 | 0-4    | 16          |       |       |       |       |          |

## Економіка
2010 року серед 473 осіб працездатного віку (15—64 років) 294 були активними, 179 — неактивними (показник активності 62,2%, у 1999 році було 56,3%). З 294 активних мешканців працювали 254 особи (135 чоловіків та 119 жінок), безробітними було 40 (19 чоловіків та 21 жінка). Серед 179 неактивних 20 осіб було учнями чи студентами, 99 — пенсіонерами, 60 були неактивними з інших причин.

У 2010 році в муніципалітеті було 471 оподатковане домогосподарство, в яких проживали 802,0 особи, медіана доходів виносила 15 303 євро на одного особоспоживача

## Галерея зображень

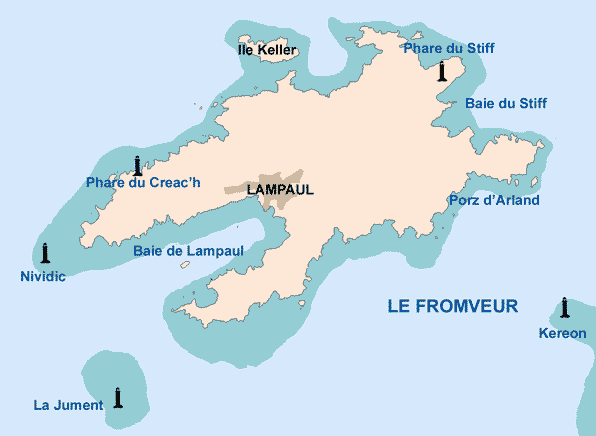
Мапа острова
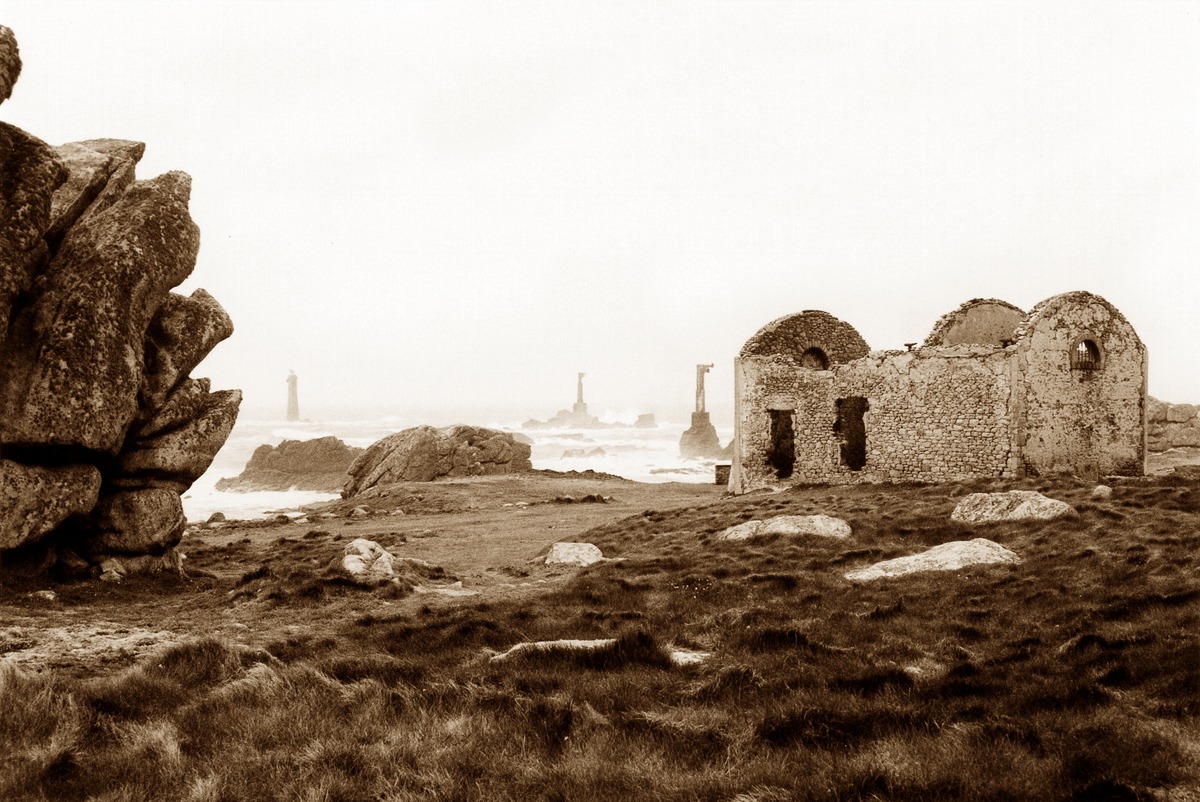
Одна з безлічі руїн острова Уессан, 2002
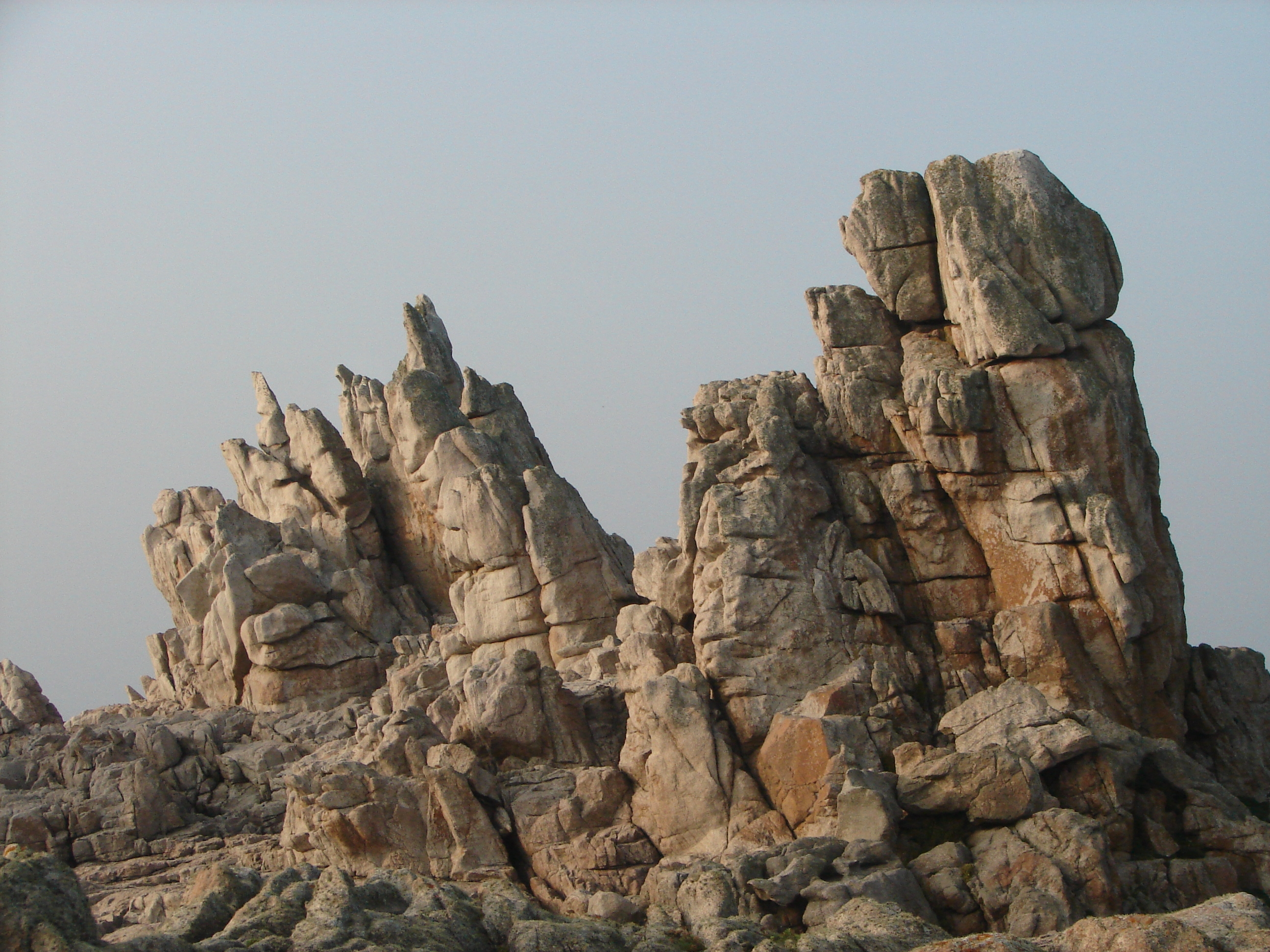
Гранітні скелі
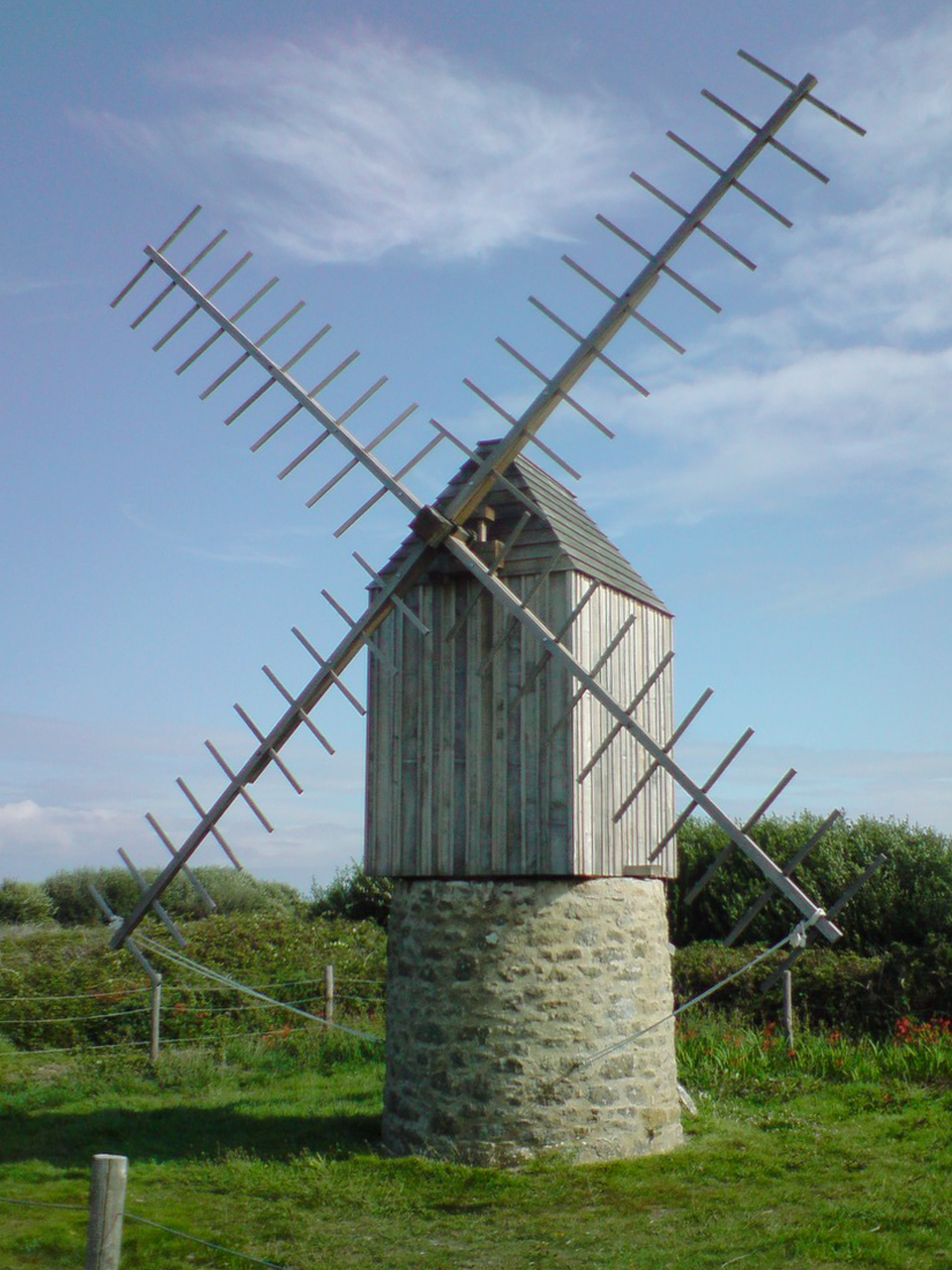
Млин на острові
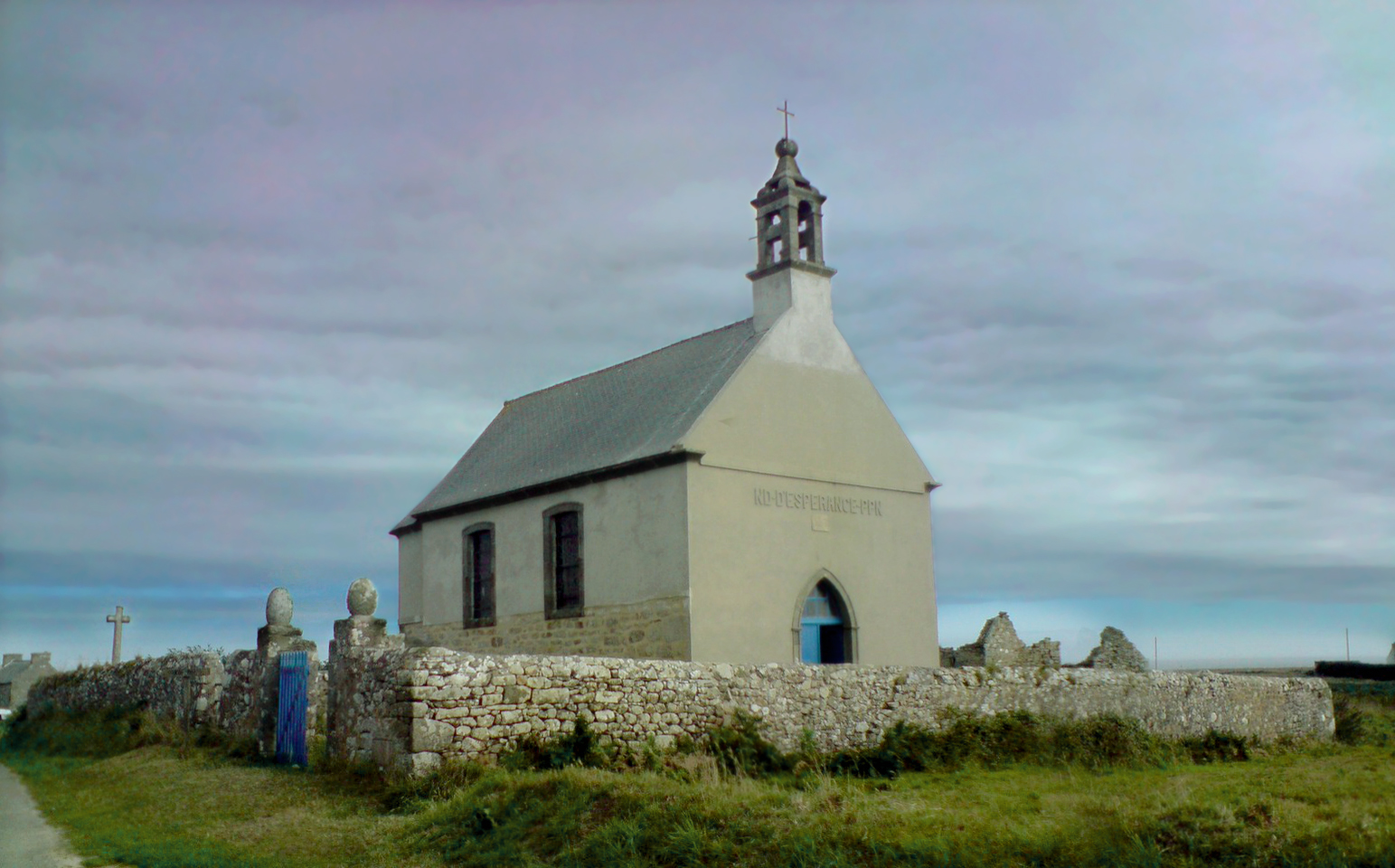
Каплиця Божої Матері Доброї Надії
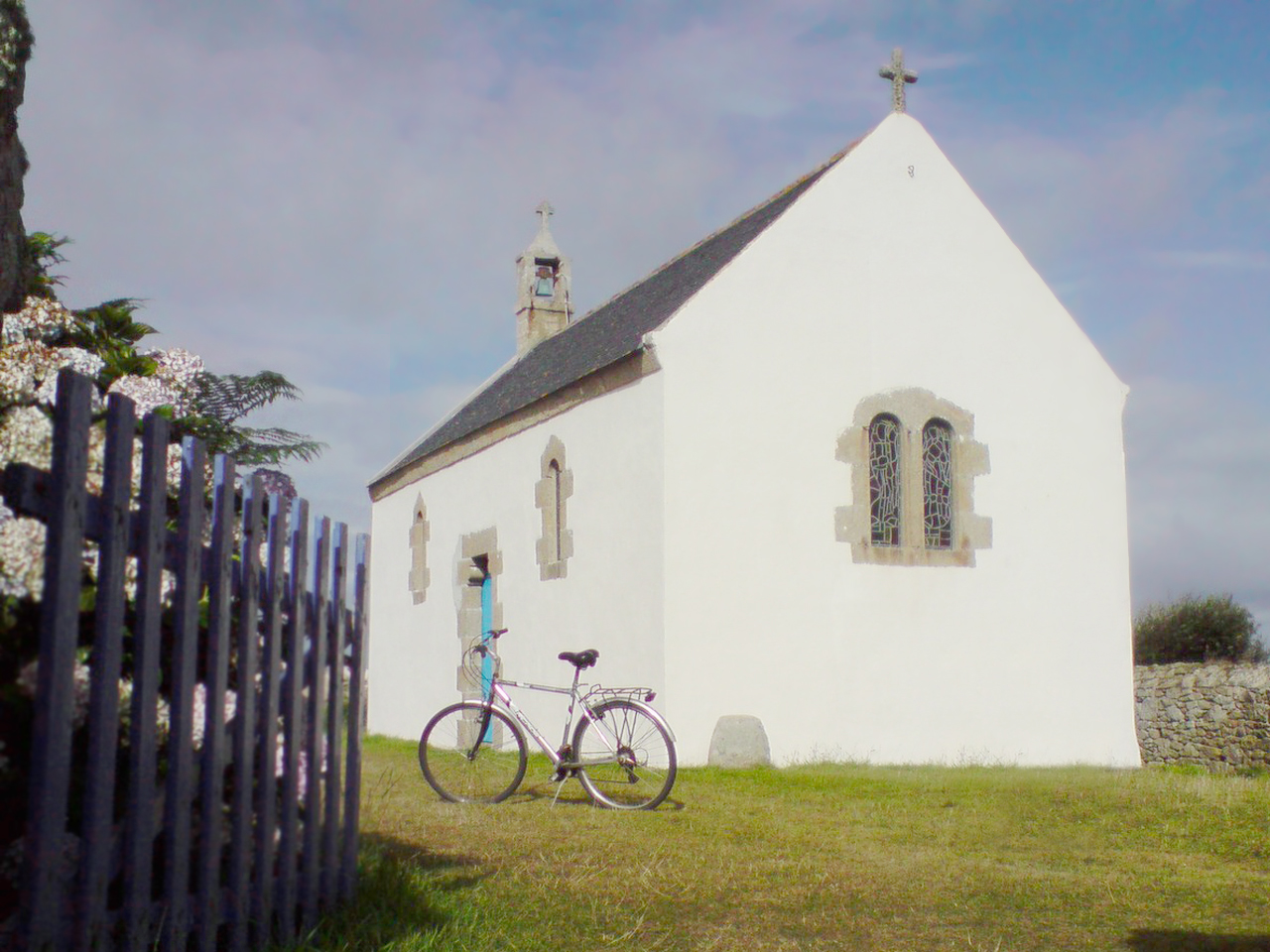
Каплиця
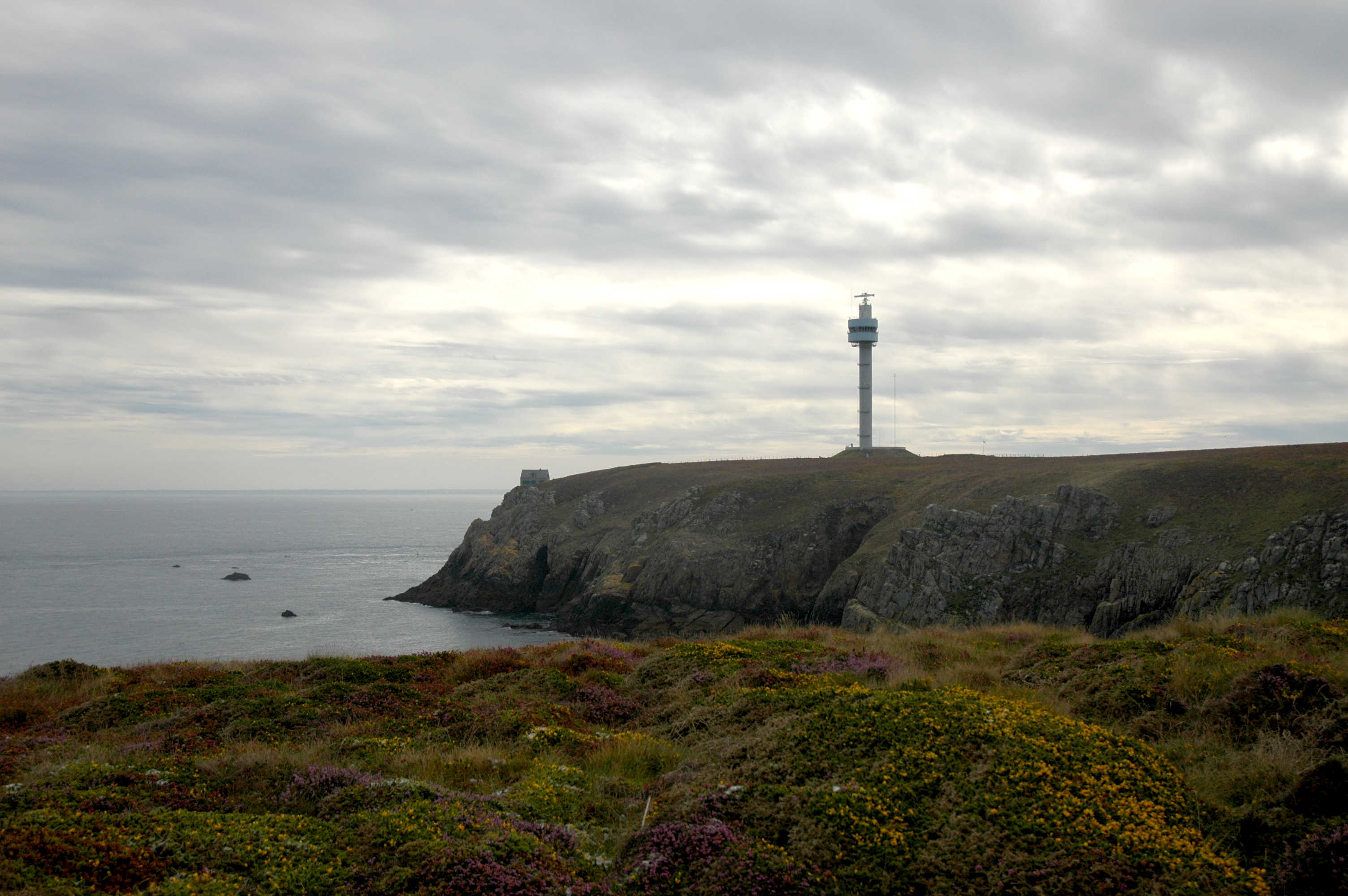
Краєвид острова
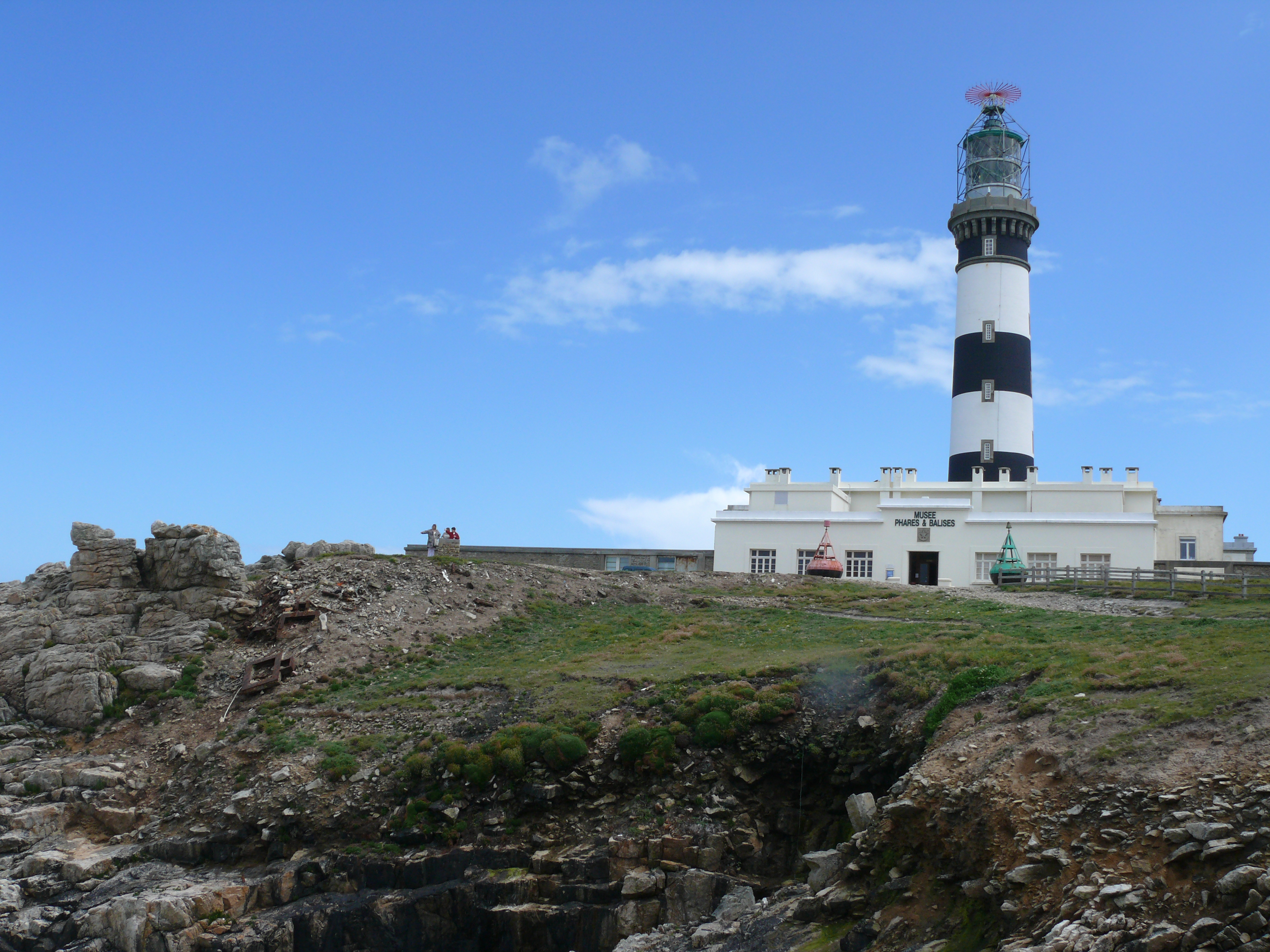
Фото маяка
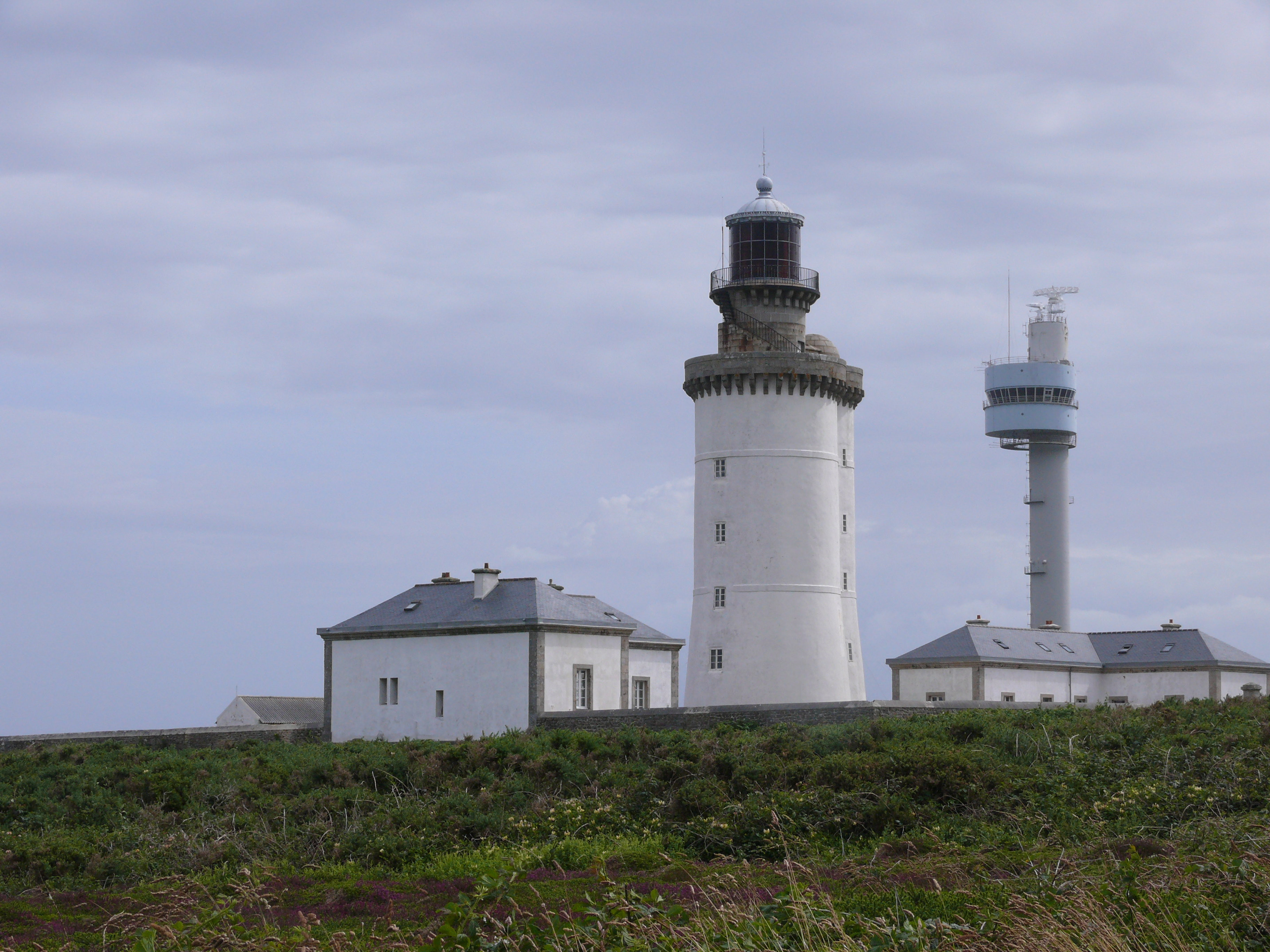
Маяк
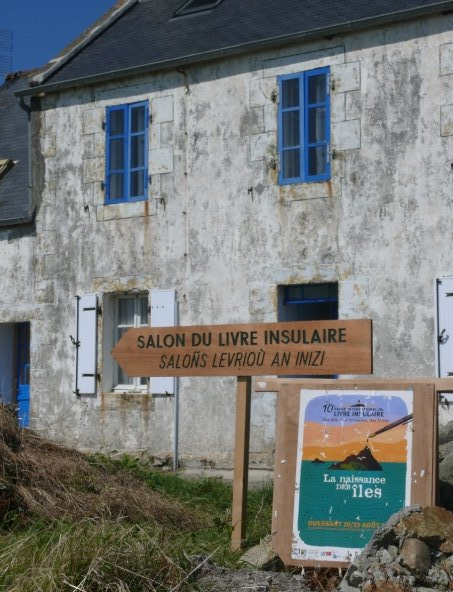
Ярмарок острівної книги об'єднує авторів з різних островів світу
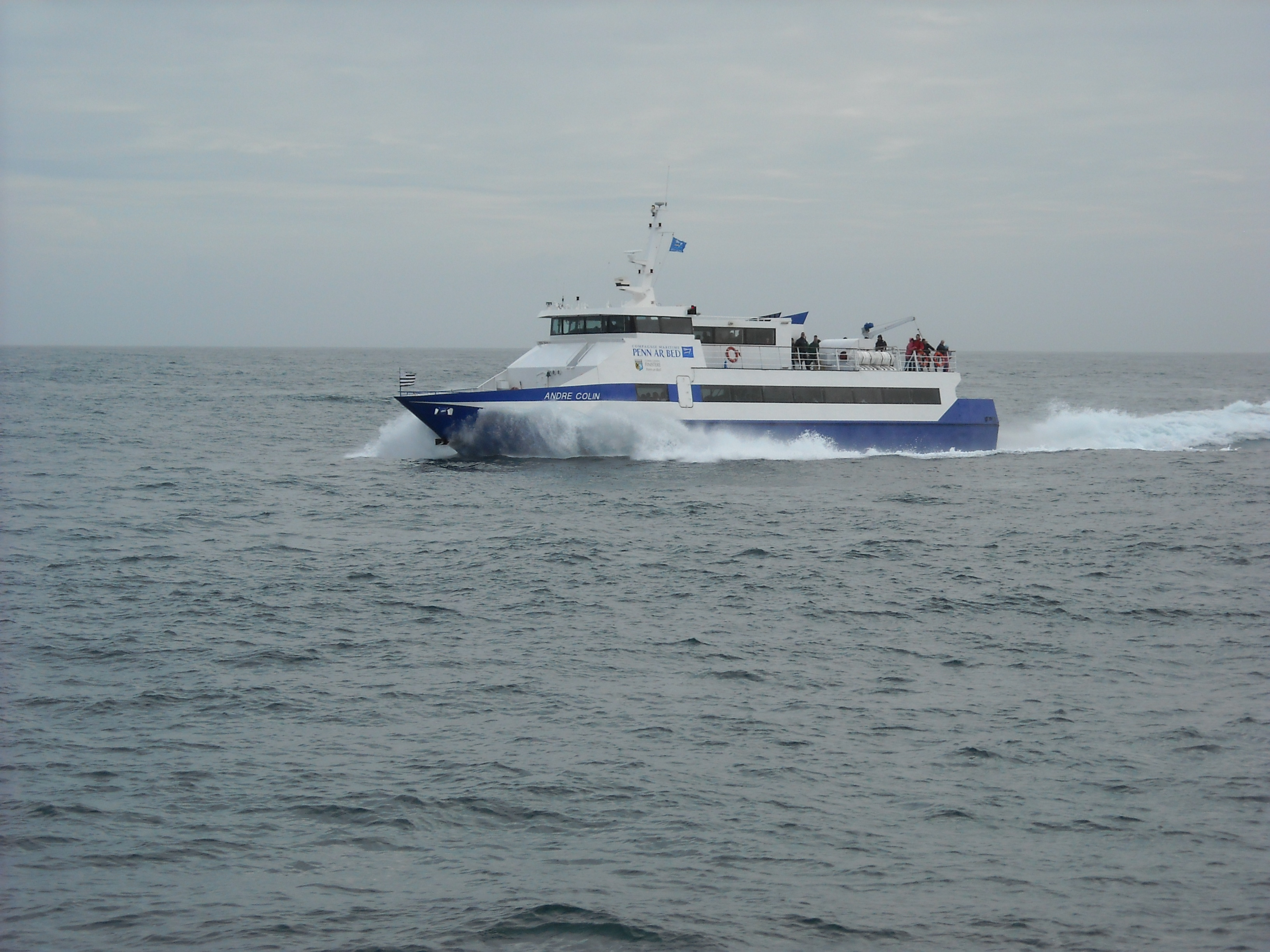
Один з кораблів, що забезпечує зв'язок із материком
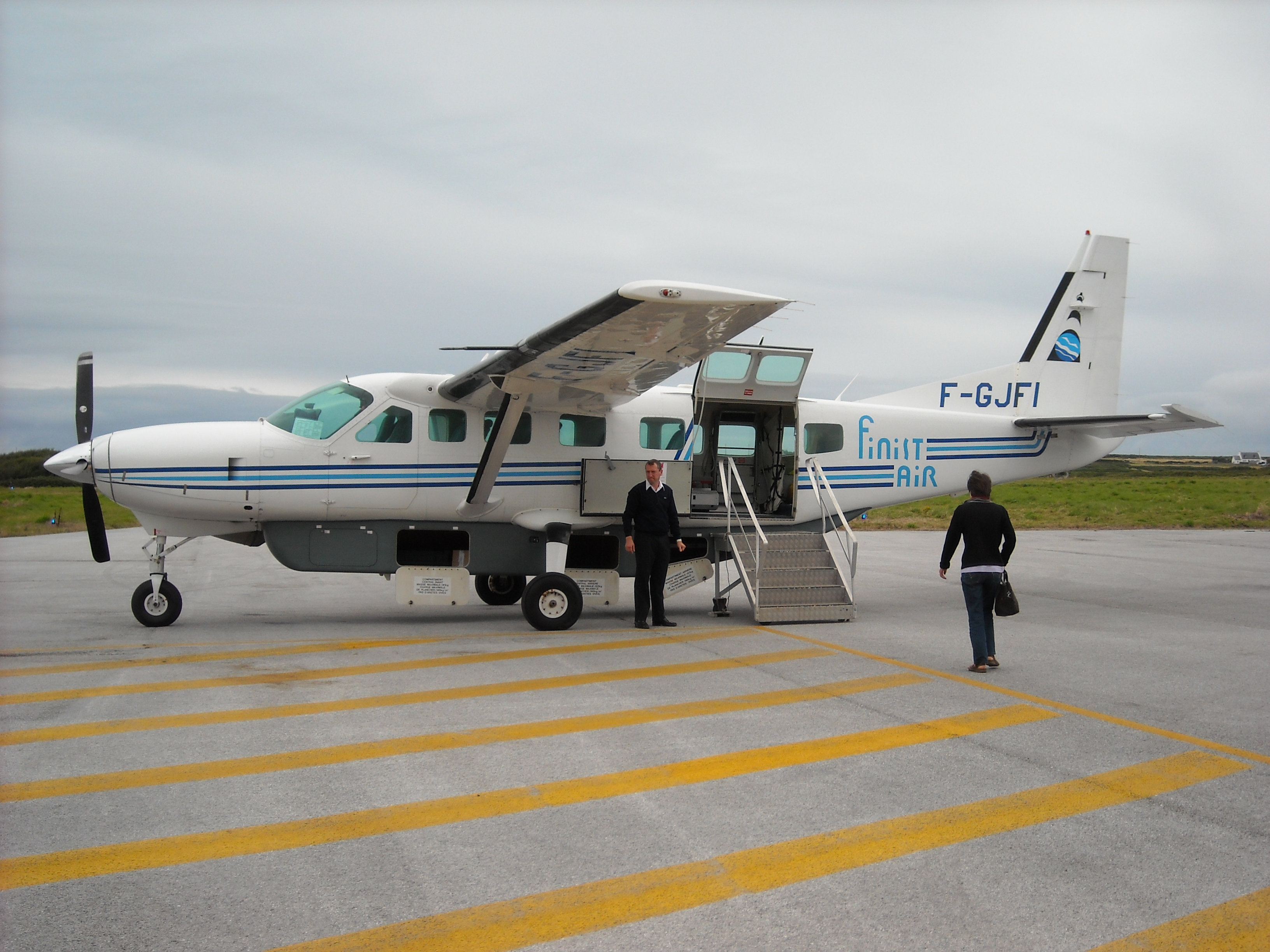
Один з двох літаків, які здійснюють перевезення з Бреста до Уессана